# Kóndrovo (Tula)
|  | Per a altres significats, vegeu «Kóndrovo». |

Kóndrovo (en rus: Кондрово) és un poble de l'óblast de Tula, a Rússia, segons el cens del 2010 tenia 276 habitants.